# Rinnlas
Rinnlas (oberfränkisch: Rinnles) war bis 1973 ein Gemeindeteil des Gemeindegebiets von Trebgast im Landkreis Kulmbach (Oberfranken, Bayern). Heute ist es Haus Nr. 2 von Eichholz.

## Geschichte
Der Ort wurde 1829 auf dem Trebgaster Flurgebiet „Ringlas“ von einem aus Lindau stammenden Bewohner erbaut. Der Flurname bedeutet Wasserrinne. Dem entspricht die Talmulde, an dem das Anwesen lag. Das Anwesen war Haus Nr. 71 von Trebgast. Es wurde in sämtlichen topographischen Karten namentlich nicht verzeichnet, sondern als Wohngebäude von Eichholz dargestellt. Nach 1973 wurde es auch in den amtlichen Ortsverzeichnissen nicht mehr als Gemeindeteil aufgeführt.

### Einwohnerentwicklung
| Jahr      | 001838 | 001861 | 001871 | 001885 | 001900 | 001925 | 001950 | 001961 | 001970 |
| Einwohner |        | 5      | 8      | 6      | 6      | 5      | 5      | 8      | 3      |
| Häuser    | 1      |        |        | 1      | 1      | 1      | 1      | 1      |        |
| Quelle    | [ 3 ]  | [ 7 ]  | [ 8 ]  | [ 9 ]  | [ 10 ] | [ 11 ] | [ 12 ] | [ 13 ] | [ 14 ] |

## Religion
Rinnlas ist evangelisch-lutherisch geprägt und nach St. Johannes (Trebgast) gepfarrt.

## Weblink
- Rinnlas in der Ortsdatenbank des bavarikon, abgerufen am 20. August 2021.